# 日本の漫画作品一覧 や行
あ行 |
か行 |
さ行 |
た行 |
な行 |
は行 |
ま行 |
や行 |
ら行 |
わ行 |
読切 |
日本の漫画作品一覧 や行（にほんのまんがさくひんいちらん やぎょう）は、日本の漫画作品のうち、や行に分類される作品の一覧である。

## や
- Ya-Ya-yahがやってくる!（北沢薫、りぼん）
- 焼いてるふたり（ハナツカシオリ、モーニング）
- YAIBA（青山剛昌、週刊少年サンデー）
- やえかのカルテ（武田日向、月刊コミックドラゴン・月刊ドラゴンエイジ）
- 夜王（原作：倉科遼、作画：井上紀良、週刊ヤングジャンプ）
- やおよろっ!（なつみん、週刊少年サンデー）
- 八神くんの家庭の事情（楠桂、週刊少年サンデー増刊号）
- やがて君になる（仲谷鳰、月刊コミック電撃大王）
- 焼きたて!!ジャぱん（橋口たかし、週刊少年サンデー）
- 野球狂の詩（水島新司、少年マガジン→ミスターマガジン→コミックモーニング）
- 野球しようぜ!（いわさわ正泰、月刊少年チャンピオン）
- ヤクザと目つきの悪い女刑事の話（晴十ナツメグ）
- ヤクザの大親分が幼女に生まれ変わった話（アメノ、ガンガンpixiv）
- 薬師アルジャン（山下友美、プリンセスGOLD）
- 薬師寺涼子の怪奇事件簿（原作：田中芳樹、作画：垣野内成美、月刊マガジンZ）
- ヤ・ク・ソ・ク（山田也、YOU）
- 八雲さんは餌づけがしたい。（里見U、ヤングガンガン）
- 八雲立つ（樹なつみ、LaLa）
- やぐら嵐（ビッグ錠、週刊少年キング）
- やけくそ天使（吾妻ひでお、プレイコミック）
- やけっぱちのマリア（手塚治虫、週刊少年チャンピオン）
- やさぐれぱんだ（山賊）
- やさしい教師の躾けかた。（宙、まんが4コマぱれっと）
- やさしいセカイのつくりかた（竹葉久美子、電撃大王ジェネシス→月刊コミック電撃大王）
- 優しい月（望月玲子、FEEL YOUNG）
- ヤサシイワタシ（ひぐちアサ、月刊アフタヌーン）
- やじきた学園道中記（市東亮子、月刊ボニータ）
- YASHA-夜叉-（吉田秋生、別冊少女コミック）
- YAKSA -ヤシャ-（ハヤトコウジ、月刊少年ジャンプ）
- 野獣社員ツキシマ（大和田秀樹、週刊ヤングマガジン）
- ヤスコとケンジ（アルコ、デラックスマーガレット・別冊マーガレット）
- ヤスジのメッタメタガキ道講座（谷岡ヤスジ、週刊少年マガジン）
- 野生の君に首ったけ（いでまゆみ、なかよし）
- YATAGARASU（愛原司、月刊少年マガジン）
- やったね!甚八（いでまゆみ、なかよし）
- やったねたえちゃん!（カワディMAX、月刊コミックフラッパー）
- やったね!ラモズくん（樫本学ヴ、コロコロコミック）
- やったろうじゃん!!（原秀則、ビッグコミックスピリッツ）
- 奴の名はMARIA（道元むねのり、週刊少年ジャンプ）
- 夜刀の神つかい（原作：奥瀬サキ、作画：志水アキ、コミックバーズ）
- ヤヌスの鏡（宮脇明子、週刊セブンティーン）
- やぶれかぶれ（本宮ひろ志、週刊少年ジャンプ）
- 野望の王国（原作：雁屋哲、作画：由起賢二、週刊漫画ゴラク）
- やまいだれ（小坂俊史、まんがくらぶオリジナル）
- 山おんな壁おんな（高倉あつこ、イブニング）
- 山崎銀次郎（本宮ひろ志、週刊少年ジャンプ）
- ヤマタイカ（星野之宣、月刊コミックトム）
- 山田くんと7人の魔女（吉河美希、週刊少年マガジン）
- 山田くんとLv999の恋をする（ましろ、GANMA!）
- 山田太郎ものがたり（森永あい、月刊Asuka）
- ヤマダのオロチ（松本ミトヒ。、月刊コミック電撃大王）
- ヤマチャン（浜岡賢治、月刊少年チャンピオン）
- 邪馬台幻想記（矢吹健太朗、週刊少年ジャンプ）
- ヤマトナデシコ七変化♡（はやかわともこ、別冊フレンド）
- やまとの羽根（咲香里、ヤングマガジンアッパーズ）
- ヤマノススメ（しろ、コミック アース・スター）
- 山びこ少女（わたなべまさこ、少女ブック）
- 山本善次朗と申します（槙ようこ、りぼん）
- 闇貸師（原作：向谷匡史、作画：神田たけ志、漫画サンデー）
- 闇神コウ〜暗闇にドッキリ!〜（加地君也、週刊少年ジャンプ）
- 闇狩人（坂口いく、月刊少年ジャンプ）
- 闇金ウシジマくん（真鍋昌平、週刊ビッグスピリッツ）
- 闇のイージス（原作：七月鏡一、作画：藤原芳秀、週刊ヤングサンデー）
- 闇のシルエット（千之ナイフ、プリンセスGOLD）
- 闇の土鬼（横山光輝、週刊少年マガジン）
- 闇のパープル・アイ（篠原千絵）
- 闇の末裔（松下容子、花とゆめ）
- ややプリ（真城ひな、りぼん）
- やりたいほうだいフジえもん（Dr.モロー、コミックガム）
- ヤリチン☆ビッチ部（おげれつたなか、Pixiv）
- やるっきゃ騎士（みやすのんき、月刊少年ジャンプ）
- YAWARA!（浦沢直樹、ビッグコミックスピリッツ）
- やわらか忍法SOS（帯ひろ志、コミックボンボン）
- 柔のミケランジェロ（カクイシシュンスケ、ヤングアニマル嵐→ヤングアニマル）
- ヤンキー君と白杖ガール（うおやま、ニコニコ静画、pixiv、マンガハック）
- ヤンキー君とメガネちゃん（吉河美希、週刊少年マガジン）
- ヤンキーJKクズハナちゃん（宗我部としのり、週刊少年チャンピオン）
- ヤンキーフィギュア（ミッチェル田中、週刊少年チャンピオン）
- YOUNG&FINE（山本直樹）
- やんごとなき一族（こやまゆかり、Kiss）
- ヤンほぼ（松山せいじ、ヤングチャンピオン烈）

## ゆ
- 優&魅衣（あろひろし、月刊少年ジャンプ）
- 憂鬱くんとサキュバスさん（さかめがね、となりのヤングジャンプ）
- USA（北浜勇介、電撃4コマ）
- 有害指定同級生（くろは、ジャンプスクエア）
- 有害都市（筒井哲也、ジャンプ改→となりのヤングジャンプ）
- 誘拐ローン（福山庸治）
- 有閑倶楽部（一条ゆかり、りぼん、コーラス）
- 有閑みわさん（たかの宗美、まんがくらぶ）
- 遊☆戯☆王（高橋和希、週刊少年ジャンプ）
- 遊☆戯☆王R（伊藤彰、Vジャンプ）
- 遊☆戯☆王GX（影山なおゆき、Vジャンプ）
- 遊撃宇宙戦艦ナデシコ（麻宮騎亜、月刊少年エース）
- 有限会社コボルト私立探偵社（龍牙翔、月刊ドラゴンマガジン）
- 幽玄漫玉日記（桜玉吉、コミックビーム）
- 勇午（原作：真刈信二、作画：赤名修、アフタヌーン）
- 憂国のラスプーチン（原作：佐藤優、脚本：長崎尚志、作画：伊藤潤二、ビッグコミック）
- U-31（原作：綱本将也、作画：吉原基貴、週刊モーニング）
- (有) 椎名百貨店（椎名高志、週刊少年サンデー）
- 勇者が死んだ! 村人の俺が掘った落とし穴に勇者が落ちた結果。（スバルイチ、裏サンデー）
- 勇者カタストロフ!!（牧野博幸、月刊少年ギャグ王）
- 勇者と魔王のラブコメ（ホリエリュウ、ストーリアダッシュ）
- 優駿の門（やまさき拓味、週刊少年チャンピオン）
- 優駿の門GI（やまさき拓味、週刊少年チャンピオン）
- 優駿の門 -ピエタ-（やまさき拓味、プレイコミック）
- 遊星仮面（楠高治、少年ブック）
- ユート（原作：ほったゆみ、作画：河野慶、週刊少年ジャンプ）
- UTOPIA 最後の世界大戦（藤子不二雄）
- 夕凪の街 桜の国（こうの史代、漫画アクション）
- ゆうひが丘の総理大臣（望月あきら、週刊少年チャンピオン）
- 夕日ロマンス（カトウハルアキ、ファンロード）
- 円盤皇女ワるきゅーレ（介錯、月刊少年ガンガン）
- Uボー（藤子・F・不二雄、毎日こどもしんぶん）
- UMA大戦 ククルとナギ（藤異秀明、コミックボンボン）
- ゆうやけトリップ（ともひ、COMIC FUZ）
- ゆうやみ特攻隊（押切蓮介、月刊少年シリウス）
- 幽☆遊☆白書（冨樫義博、週刊少年ジャンプ）
- ゆうれい小僧がやってきた!（ゆでたまご、週刊少年ジャンプ）
- ゆかにっし（荒井チェリー、まんがタイム）
- ユキオ（石渡洋司、週刊ヤングサンデー）
- 由希子 -輝くいのち-（愛本みずほ、別冊フレンド）
- ゆきの国から（柴田飛鳥、マーガレット）
- 雪乃すくらんぶる（井原裕士、月刊コミックNORA）
- 雪の峠（岩明均、モーニング新マグナム増刊）
- ゆきのはなふる（わかつきめぐみ）
- ユキポンのお仕事（東和広、週刊ヤングマガジン）
- 雪ん子!!（五十嵐かおる、ちゃお）
- ユグドラシルの果実 (睦月れい、電撃「マ）王）
- 行け!!南国アイスホッケー部（久米田康治、週刊少年サンデー）
- 湯けむりスナイパー（原作：ひじかた憂峰、作画：松森正、漫画サンデー）
- 柚子川さんは、察して欲しい。（茶菓山しん太、となりのヤングジャンプ）
- 柚子森さん（江島絵理、やわらかスピリッツ）
- 油断ちゃん（吉田戦車、モーニング）
- ユニコ（手塚治虫、リリカ）
- ゆび（原作：柴田よしき、構成：吉村一八、作画：近藤豪志、週刊少年チャンピオン）
- ゆびさきミルクティー（宮野ともちか、ヤングアニマル）
- ユーベルブラット（塩野干支郎次、ガンガンYG・ヤングガンガン増刊号）
- 弓塚いろはは手順が大事!（由伊大輔、少年ジャンプ+）
- 夢色パティシエール（松本夏実、りぼん）
- 夢語りシリーズ（湯口聖子、ボニータ）
- 夢かもしんない（星里もちる、ビッグコミックスペリオール）
- 夢食案内人（立川恵、るんるん）
- 夢喰見聞（真柴真、ステンシル／Gファンタジー）
- 夢喰い探偵―宇都宮アイリの帰還―（義元ゆういち、少年マガジンR）
- 夢喰いメリー（牛木義隆、まんがタイムきららフォワード）
- 夢源氏剣祭文（原作：小池一夫、作画：皇なつき）
- 夢使い（植芝理一、月刊アフタヌーン）
- 夢で逢えたら（山花典之、ビジネスジャンプ）
- 夢時計（上原きみこ、ちゃお）
- ゆめのかよいじ（大野安之、ヤングキング）
- 夢のクレヨン王国（原作：福永令三、作画：片岡みちる、なかよし）
- ゆめの底（岩岡ヒサエ）
- 夢の真昼（吉村明美、月刊flowers）
- 夢降るラビット・タウン（ますむらひろし）
- 夢幻の如く（本宮ひろ志、スーパージャンプ）
- 夢みたいな星みたいな（あらきかなお、電撃萌王）
- 夢みるエンジェルブルー（白沢まりも、なかよし・なかよしラブリー）
- 夢見る古都（星野リリィ、マンガ・エロティクスf）
- 夢みる太陽（高野苺、別冊マーガレット）
- 夢をかなえる爆笑! 日本美術マンガ おしえて北斎!（いわきりなおと、cakes）
- 夢をみたいの（さこう栄、なかよし）
- ゆめゆめ☆ゆうゆう（花森ぴんく、なかよし）
- ゆゆ式（三上小又、まんがタイムきらら）
- 由良COLORS（藤堂裕、ヤングキング）
- ゆらぎ荘の幽奈さん（ミウラタダヒロ、週刊少年ジャンプ）
- ゆらふるべ（原作：河村塔、作画：坂本あきら、月刊Gファンタジー）
- ユリア100式（原作：原田重光、作画：萩尾ノブト、ヤングアニマル）
- ゆりキャン 〜ゆりかのキャンパスライフ〜（原作：原田重光、作画：瀬口たかひろ、ヤングアニマル）
- ユリ熊嵐（原作：イクニゴマキナコ、作画：森島明子、コミックバーズ）
- 百合星人ナオコサン（kashmir、月刊コミック電撃大王）
- ゆるキャン△（あfろ、きららベース）
- ユルミとシメル（こいでたく、FlexComixブラッド）
- ゆるめいつ（saxyun、月刊まんがくらぶ）
- ゆるゆり（なもり、コミック百合姫S → コミック百合姫）
- ゆるりずむ（武田みか、月刊コミックアライブ）

## よ
- 夜明け後の静（石川秀幸、週刊ヤングジャンプ）
- ヨアケモノ（芝田優作、週刊少年ジャンプ）
- よいこ（石川優吾、ビッグコミックスピリッツ）
- よいこのしごと（まがりひろあき、まんがライフ）
- ヨイコノミライ!（きづきあきら、COMIC SEED!）
- よいこの黙示録（青山景、イブニング）
- 宵闇眩燈草紙（八房龍之助、月刊コミック電撃大王）
- 妖怪研究家ヨシムラ（室井大資、livedoorデイリー4コマ）
- 妖怪始末人トラウマ!!（魔夜峰央、月刊コミコミ）
- 妖怪盗賊マザリシャリフ（魔夜峰央、LCミステリー）
- 妖怪人間ベム（田中憲、ぼくら）
- 妖怪のお医者さん（佐藤友生、週刊少年マガジン）
- 妖怪博士の朝食（水木しげる、ビッグゴールド）
- 妖怪番長（柴田ヨクサル、イブニング）
- 陽気なギャングが地球を回す（原作：伊坂幸太郎、作画：耕野裕子、BE・LOVE）
- 妖幻の血（赤美潤一郎、月刊少年ガンガン・ガンガンパワード）
- ようこそ青（吉村明美、プチコミック）
- ようこそ夢現生徒会（松田ゆきのしん、月刊少年チャンピオン）
- 妖狐伝義経千本桜（堤抄子、月刊Gファンタジー）
- 妖精王（山岸凉子、花とゆめ）
- 妖魔（楠桂、りぼんオリジナル）
- 欲望の聖女 令嬢テレジア（森園みるく、女性セブン）
- 欲望バス（望月花梨、花とゆめ）
- ヨコハマ買い出し紀行（芦奈野ひとし、月刊アフタヌーン）
- 横浜線ドッペルゲンガー（玉木ヴァネッサ千尋、週刊ヤングジャンプ）
- 汚れてる暇なんかない（石田拓実、Cookie）
- 夜桜四重奏 〜ヨザクラカルテット〜（ヤスダスズヒト、月刊少年シリウス）
- 夜桜さんちの大作戦（権平ひつじ、週刊少年ジャンプ）
- よしえサン（須賀原洋行、モーニングパーティ増刊）
- 4ジゲン（にざかな、LaLa）
- 4じげんぼうPポコ（藤子・F・不二雄、幼稚園・小学一年生）
- 吉田家のちすじ（中島守男、月刊アフタヌーン）
- 吉永さん家のガーゴイル（原作：田口仙年堂、作画：玉岡かがり、マジキュー）
- 吉原のMIRAIさん（原作：真倉翔、作画：真里まさとし、ビジネスジャンプ）
- ヨシモトムチッ子物語（樫本学ヴ、月刊コロコロコミック・コミックGOTTA）
- 美雪&一堂シリーズ（仲村佳樹、花とゆめ）
- 寄席芸人伝（古谷三敏、ビッグコミック）
- ヨッシーくん（うえだ未知、小学一年生）
- よつばと!（あずまきよひこ、コミック電撃大王）
- 夜逃げ屋本舗（柳澤一明）
- 世にも奇妙な漫☆画太郎（漫☆画太郎、ビジネスジャンプ）
- 米豊TIMES（山根大、月刊少年マガジン）
- 4年1組起立!（浜岡賢次、週刊少年チャンピオン）
- 四年生（木尾士目、月刊アフタヌーン）
- 余の名はズシオ（木村太彦、月刊少年エース）
- 4番サード（青山剛昌、週刊少年サンデー増刊号）
- 夜回り先生（土田世紀、月刊IKKI）
- よみきり♥もの（竹本泉、コミックビーム）
- ヨメイロちょいす（tenkla、チャンピオンREDいちご）
- ヨモギもちヤケた?（あらいきよこ、ChuChu）
- ヨリが跳ぶ（ヒラマツ・ミノル、モーニング）
- 依姫綺譚（江平洋巳、凛花）
- 夜がおわらない（赤石路代、ちゃお）
- 夜型愛人専門店-ブラッドハウンド-（由貴香織里、花とゆめ・別冊花とゆめ）
- ヨルカフェ。（円城寺マキ、プチコミック）
- 夜の燈火と日向のにおい（鬼魔あづさ、ヤングキングアワーズ）
- ヨルの鍵（高村真耶、少年ジャンプ+）
- 冥のほとり 〜天機異聞〜（高橋冴未、月刊ウィングス）
- 夜は散歩者（福山庸治）
- 夜姫（千之ナイフ）
- 夜まで待てない。（太田早紀、Cheese!）
- ヨルムンガンド（高橋慶太郎、月刊サンデーGX）
- よろしくメカドック（次原隆二、週刊少年ジャンプ）
- よろず屋東海道本舗（冴凪亮、花とゆめ）
- よろずやベガス（あまのしん、電撃4コマ）
- 弱虫（穂月想多、プリンセス）
- 弱虫ペダル（渡辺航、週刊少年チャンピオン）
- よわよわ先生（福地カミオ、週刊少年マガジン）
- 42℃物語（やまだないと、ヤングマガジン増刊海賊版・ミスターマガジン）
- 四丁目の怪人くん（枡谷タケシ、週刊少年ジャンプ）
- 四丁目の夕日（山野一、ガロ）
- よんでますよ、アザゼルさん。（久保保久、イブニング）